# Eastern Counties Football League
Eastern Counties Football League je jedna z nižších anglických fotbalových lig. Založena byla v roce 1935 a v současnosti (2024/2025) ji tvoří tři divize, Premier, North a South. V každé divizi hraje 20 týmů. Vítěz Premier Division postupuje do Isthmian League, nebo Northern Premier League.